# خوالنوو-لیسکی
خوالنوو-لیسکی (به چکی: Chvalnov-Lísky) یک منطقهٔ مسکونی در جمهوری چک است که در ناحیه کرومیریژ واقع شده‌است. خوالنوو-لیسکی ۸٫۸۴ کیلومتر مربع مساحت و ۲۵۸ نفر جمعیت دارد و ۳۰۵ متر بالاتر از سطح دریا واقع شده‌است.